# Samuel Loveman
Samuel E. Loveman (14 de enero de 1887 – 14 de mayo de 1976) fue un poeta estadounidense, crítico, y dramaturgo probablemente más conocido por su amistad con los escritores H. P. Lovecraft y Hart Crane.

## Carrera y primeros años
Vivió los primeros 37 años de su vida en Cleveland. Trabajó primero como contable. Entre 1905 y 1908 publicó muchos poemas, y otra vez entre 1919-26 en revistas amateurs como Clevelander, Cartoon's, Sprite, The National Amateur, y The United Amateur.
En 1918 fue reclutado y pasó el siguiente año y medio en Camp Gordon, Georgia. Problemas bronquiales, mala vista y problemas cardíacos le impidieron ser enviado al extranjero. A su regreso a Cleveland estuvo desempleado algunos años. Alrededor de esta época conoció a Hart Crane y se asoció estrechamente al 'Círculo Hart'. A inicios de los años 1920 tradujo a Charles Baudelaire y Paul Verlaine del francés, publicándolos en su pequeña revista The Saturnian (junio–julio [1920]; agosto-septiembre [1920]; marzo 1922). El tercer número incluía las traducciones de Loveman de Heinrich Heine (en las que trabajaba desde 1909). Fue un especialista autodidacta en prosa y drama isabelinos, y poesía griega antigua. Su verso exótico e imaginativo incluyó El Hermafrodita (empezado en febrero de 1921; publicado en 1926) descrito como "un poema largo, magníficamente evocador, que recrea a la perfección la atmósfera de la antigüedad clásica" y La Esfinge (una obra en prosa empezada tan temprano como 1918, terminada alrededor de abril de 1922 y publicada en 1926 por W. Paul Cook en el segundo número de su revista The Ghost.). Este último trabajo fue descrito como "un alboroto de dicción e imaginería exóticas".
Alrededor de 1923, Loveman consiguió trabajo en Eglin, una librería de Cleveland, pero perdió su puesto en noviembre de ese año. Entonces siguió a Hart Crane y se trasladó a Nueva York. Crane vivía arriba de Loveman en Brooklyn Heights. Loveman y Don Bregenzer reunieron una antología de ensayos sobre James Branch Cabell antes de la partida de Loveman a Nueva York. Se aseguró una ocupación en Dauber y Pine (libreros) en Nueva York, una posición que retuvo en los años 1930. Loveman escribió una monografía entera sobre uno de sus escritores favoritos, Edgar Saltus, pero al parecer no ha sobrevivido ningún ejemplar, aunque contribuyó con un breve prefacio a Amapolas y Mandragora (NY: 1926), una colección de poemas de Edgar y Marie Saltus.
En 1932 Loveman ayudó a establecer la revista literaria Trend y publicó varios poemas, ensayos y revisiones allí. Una colección significativa de sus versos, El Hermafrodita y Otros Poemas finalmente apareció en 1936.
Loveman hizo pocos intentos por preservar o reunir su trabajo propio durante su vida, la reunión más grande quizás sean los 23 poemas publicados juntos por Hyman Bradofsky en The Californian en el verano de 1935. Una colección de su obra, editada por S. T. Joshi y David E. Schultz, fue publicada en 2004 en Out of the Inmortal Night: Selected Works of Samuel Loveman. A pesar del modesto subtítulo, este volumen contiene todos los poemas de Loveman anteriormente publicados en sus colecciones propias, junto con setenta poemas anteriormente no recopilados, junto con la ficción, ensayos y reseñas del autor.
Sus amigos incluyeron a Ambrose Bierce (quién hizo prolongados intentos para asegurar la publicación del poema de Loveman "In Pierrot's Garden"). Bierce puso en contacto a Loveman con George Sterling, quien a su vez lo presentó a su protegido Clark Ashton Smith. El poema de Loveman "Understanding" fue dedicado a Smith, y Smith dibujó un retrato de Loveman que ha sobrevivido. Otros amigos incluyeron a Allen Tate, H. P. Lovecraft (fue miembro de la tertulia literaria neoyorkina de Lovecraft, el Kalem Club) junto con Frank Belknap Long, y Hart Crane, con Loveman actuando como albacea de Hart Crane.

## Amistad con H.P. Lovecraft
H.P. Lovecraft había escrito el poema "A Samuel Loveman, Esquire, en su poesía y drama, escritura en estilo isabelino" (Dowdell Bearcat, diciembre de 1915). Lovecraft y Loveman empezaron a cartearse en 1917. Loveman fue amigo íntimo de Lovecraft durante sus años en Nueva York (puso a Lovecraft en contacto con los clientes de revisión Zealia Bishop y Adolphe Danziger de Castro). Lovecraft estaba muy impresionado por la colección personal de Loveman de primeras ediciones raras y libros antiguos, incluyendo incunables. En un momento posterior de su carrera, con pocos recursos financieros, Loveman se vería forzado a vender gran parte de esta colección.
El relato de H.P. Lovecraft "La declaración de Randolph Carter" se basa en un sueño que tuvo Lovecraft, el cual incluía a Loveman; Loveman se convirtió en Harley Warren en la historia. Un manuscrito del relato de Lovecraft "Hypnos" (1922) descubierto recientemente muestra la dedicación de encabezamiento original "a S.L.". El relato de Lovecraft "Nyarlathotep" también se inspiró en un sueño que tuvo sobre Loveman.
Después de la muerte de Lovecraft, Loveman escribió dos afectuosas memorias, "Howard Phillips Lovecraft" (en Something About Cats and Other Pieces) y "Lovecraft as a Conversationalist"(Fresh, primavera de 1958). Más tarde Loveman repudió la memoria de su amistad con Lovecraft en un ensayo titulado "De Oro y Serrín" después de que la exmujer de Lovecraft, Sonia Greene (también judía como él) le revelara que Lovecraft era un antisemita. Loveman quemó entonces toda su correspondencia de Lovecraft; solo cinco cartas y dos postales de Loveman a Lovecraft sobreviven; algunos trozos de cartas de Loveman a Lovecraft sobrevivieron porque Lovecraft utilizó los espacios entre ellas para escribir borradores de sus historias o ensayos.

## Carrera posterior
Loveman escribió numerosas memorias de Hart Crane, y cuidó de la madre de Crane hasta su muerte. En los años 1940 estableció el Bodley Book Shop, un negocio de venta de libros por catálogo en sociedad con David Mann, en Greenwich Village. Trataba en libros antiguos y antigüedades precolombinas y vivía en 52.ª Street, frente al popular club nocturno Leon and Eddie's. Bajo la impronta de Bodley Press publicó tres libros que incluyen Brom Weber Hart Crane: A Biographical and Critical Study (1948). W. Paul Cook finalmente publicó La Esfinge en una edición limitada en 1944. Loveman continuó trabajando en el comercio de libros hasta una edad avanzada, incluyendo lugares como el Gotham Book Mart; también abrió su propia librería, la cual fue descontinuada unos cuantos años antes de su muerte. Nunca se casó. Aunque afirmó haber sido rechazado por una mujer durante un idilio de juventud, era casi seguro homosexual, y algunos informes indican que vivió muchos años con un bailarín de la Metropolitan Opera. Dejó todo su patrimonio a un amigo, Ernest Wayne Cunningham. No publicó ninguna poesía, que se sepa, durante los cuarenta años anteriores a su muerte. En 1971 sufrió un ataque coronario pero se recuperó. En 1972 fue residente en South Euclid, Ohio. Murió en relativa oscuridad en 1976 en la Jewish Home and Hospital for the Aged.

## Libros de Loveman
- Poemas. Cleveland, 1911. Panfleto de 24 páginas publicado por cuenta del poeta. Disponible en línea: Poemas por Samuel Loveman, en el Archivo de Internet
- Veintiuna cartas de Ambrose Bierce. Cleveland, 1922. Publicado por el amigo de Loveman en Cleveland George Kirk. Incluye el poema "In Pierrot's Garden". Edición limitada de 1000 copias, 50 firmadas, en japonés vellum; 950 en Papel Antiguo. Reimpreso en julio de 1991 - West Warwick, RI: Necronomicon Press, con una introducción "Ambrose Bierce y H.P. Lovecraft" por Donald R. Burleson.
- Loveman y Don Bregenzer (eds). Una Mesa de Ronda en Poictesme. Cleveland: The Colophon Club. Colección de ensayos sobre James Branch Cabell
- The Hermaphrodite. Athol, MA: The Recluse Press, 1926. Publicado por W. Paul Cook.
- The Hermaphrodite and Others Poems. Caldwell, Idaho: Caxton Printers, 1936.
- La Esfinge: Una Conversación. Athol, MA: The Recluse Press, 1944. Publicado por W. Paul Cook.
- Hart Crane: Una conversación con Samuel Loveman.Editado por Jay Socin y Kirby Congdon. NY: Interim Books, 1964 (500 copias).
- Out of the Inmortal Night: Selected Works of Samuel Loveman. Editado por S. T. Joshi y David E. Schultz. NY: Hippocampus Press, 2004.